# David G. Burnet
Pour les articles homonymes, voir Burnet.
David Gouverneur Burnet (14 avril 1788 – 5 décembre 1870) est un promoteur immobilier et homme politique américain qui fut président par intérim (en 1836 et à nouveau en 1841) puis vice-président (de 1839 à 1841) de la république du Texas. Après l'annexion du Texas par les États-Unis, il fut secrétaire d'État du Texas du 4 mai 1846 au 1er janvier 1848.

## Biographie
Burnet est né à Newark dans le New Jersey et a fréquenté la faculté de droit à Cincinnati. Jeune homme, il a vécu avec une tribu Comanche pendant un an avant de retourner dans l'Ohio. En 1806, Burnet se porta volontaire pour servir dans les expéditions dirigées par le général Francisco de Miranda pour l’indépendance du Venezuela. Il combattit au Chili en 1807 et au Venezuela en 1808. Après la rupture de Miranda avec Simon Bolivar, Burnet retourne aux États-Unis en 1812.
En 1826, il s’installe dans la colonie de Stephen F. Austin au Texas mexicain. 
Après avoir entendu parler de l’appel à l’aide de William B. Travis à Alamo, Burnet se rendit à Washington-on-the-Brazos pour recruter de l’aide à la convention de 1836. Il resta à la convention et fut élu président par intérim le 17 mars 1836. Burnet échappe de justesse à la capture par les troupes mexicaines le mois suivant.
Après la victoire de Sam Houston à la bataille de San Jacinto, Burnet assure la garde du général mexicain Antonio López de Santa Anna et négocie les traités de Velasco. Beaucoup de Texans étaient furieux que le traité permette à Santa Anna d’échapper à l’exécution, et certains ont appelé à l’arrestation de Burnet pour trahison. Burnet refusa de se présenter à la présidence et démissionna de son poste de président par intérim le 22 octobre 1836.
Il a servi comme vice-président sous Mirabeau B. Lamar et a participé à la bataille de la Neches. Il est battu à l’élection présidentielle suivante par Houston. Lorsque le Texas a été annexé par les États-Unis, 
Le comté de Burnet, au Texas, porte son nom.

### Source
- (en) Cet article est partiellement ou en totalité issu de l’article de Wikipédia en anglais intitulé « David G. Burnet » (voir la liste des auteurs).